# Helmuth von Maltzahn (Verwaltungsjurist)
Helmuth Freiherr von Maltzahn (* 22. Dezember 1870 in Gültz; † 1. Juni 1959 in Bückeburg) war ein deutscher Verwaltungsjurist und Gutsbesitzer.

## Leben
Er stammte aus der uradligen Familie von Maltzahn und war Sohn des Oberpräsidenten Helmuth von Maltzahn und seiner Frau Anna, geb. von Rohrscheidt. Er studierte Rechtswissenschaften in Heidelberg und Berlin. In Heidelberg wurde er Mitglied des Corps Vandalia. 1893 bestand er in Berlin das Referendarexamen. 1896 trat er in die Verwaltungslaufbahn ein und wurde Regierungsreferendar in Kassel, 1899 Regierungsassessor in Prenzlau, 1901 in Hildesheim, dann im Ministerium des Innern in Berlin. 1904 wurde er Landrat des Kreises Prenzlau, 1914 Oberpräsidialrat in Potsdam. Am Ersten Weltkrieg nahm Maltzahn 1914/15 als Rittmeister der Reserve des Kürassier-Regiments „Königin“ beim Generalkommando XXIII in Flandern teil. 1919 schied er aus dem Staatsdienst aus und ließ sich als Rittergutsbesitzer auf Schossow bei Treptow an der Tollense nieder.
Maltzahn war seit 1909 Mitglied des Johanniterordens wurde er dort 1920 auch Rechtsritter. Er war in der Provinzial-Genossenschaft Pommern dieser ältesten evangelischen Kongregation und seit 1953 Ehrenkommendator dieses Ordens.
Als Gegner des Nationalsozialismus wurde er am 21. Juli 1944 verhaftet.  Am 12. Oktober 1944 entließ man ihn auf Grund eines ärztlichen Attestes. Er blieb bis zum 1. Oktober 1945 auf seinem Gut Schossow, wurde dann ins Enteignetenlager im Gutshaus Tützpatz gebracht und am 26. Oktober 1945 entlassen. Darauf floh er, da ihm eine erneute Verhaftung drohte, aus der Sowjetischen Besatzungszone nach Westdeutschland.
Seine Tochter Arianne heiratete 1934 Kurt von Plettenberg, der 1945 wegen Beteiligung am Attentat vom 20. Juli 1944 verhaftet wurde und sich im Gestapogefängnis das Leben nahm.